# Pływanie synchroniczne na Mistrzostwach Świata w Pływaniu 2017 – duety mieszane dowolnie
Duety mieszane dowolnie – jedna z konkurencji rozgrywanych w ramach pływania synchronicznego, podczas mistrzostw świata w pływaniu w 2017. Eliminacje odbyły się 21 lipca, a finał został rozegrany 22 lipca.
Do eliminacji zgłoszonych zostało 11 par, każda z nich awansowała do finału.
Zwycięzcami konkurencji zostali reprezentanci Rosji Michaeła Kałancza i Aleksandr Malcew. Drugą pozycję zajęli zawodnicy z Włoch Mariangela Perrupato i Aleksandr Malcew, trzecią zaś pływacy reprezentujący Stany Zjednoczone Kanako Spendlove i Bill May.

## Wyniki
| Miejsce | Zawodnicy                             | Państwo           | Eliminacje | Eliminacje | Finał   | Finał   |
| Miejsce | Zawodnicy                             | Państwo           | Wynik      | Miejsce    | Wynik   | Miejsce |
| ------- | ------------------------------------- | ----------------- | ---------- | ---------- | ------- | ------- |
| 01 !    | Michaeła Kałancza Aleksandr Malcew    | Rosja             | 92,0000    | 1.         | 92,6000 | 1.      |
| 02 !    | Mariangela Perrupato Aleksandr Malcew | Włochy            | 90,8333    | 2.         | 91,1000 | 2.      |
| 03 !    | Kanako Spendlove Bill May             | Stany Zjednoczone | 88,0333    | 3.         | 88,7667 | 3.      |
| 4.      | Yumi Adachi Atsushi Abe               | Japonia           | 86,9333    | 4.         | 88,0000 | 4.      |
| 5.      | Berta Ferreras Pau Ribes              | Hiszpania         | 85,5000    | 5.         | 85,7333 | 5.      |
| 6.      | Isabelle Rampling Rene Prevost        | Kanada            | 83,0667    | 6.         | 83,5667 | 6.      |
| 7.      | Giovana Stephan Renan Souza           | Brazylia          | 80,4000    | 7.         | 80,0667 | 7.      |
| 8.      | Sheng Shuwen Shi Haoyu                | Chiny             | 76,5333    | 8.         | 77,2333 | 8.      |
| 9.      | Amelie Ebert Niklas Stoepel           | Niemcy            | 73,9667    | 9.         | 74,5000 | 9.      |
| 10.     | Vasiliki Kofidi Vasileios Gkortsilas  | Grecja            | 69,7333    | 10.        | 69,8333 | 10.     |
| 11.     | Gabriela Bello Alberto Pinto          | Panama            | 60,2000    | 11.        | 60,7667 | 11.     |